# Марко Д. Марковић
Марко Д. Марковић (Лозница, 9. април 1982  је српски књижевник, иконописац, фотограф и дуборезац. Аутор је пет прозних дела. Лауреат књижевних награда.

## Биографија

### Школовање
Детињство је провео у месту Цулине где је и стекао основно образовање. Први разред гимназије завршио је у Малом Зворнику, а остала три у Војној гимназији у Београду. Након тога, дипломирао је 2004. године на Војној академији у Београду, смер Поморство, са одличним просеком и као прворангирани у класи, а на тему Хришћанство и рат.

### Запослење
Од 2004. до 2006. године радио је на бродовима Ратне морнарице у Тивту и Бару, напослетку и у Хидрографском институту у Лепетанима. Након тога, преселио се у Београд, где и данас живи, ради и ствара. Запослен је у Војногеографском институту од 2006. године.
Упоредо са војним позивом, бави се књижевношћу, иконописањем и уметничким фотографисањем. Аутор је преко 50 иконописачких радова, више стотина уметничких фотографија и прави дрвене макете манастира. Излагао је у Србији и региону.

### Чланства у удружењима
Члан је Удружења књижевника Србије, српско – руског књижевног друштва Словенско слово и књижевног друштва Сунчани брег.

## Књижевни рад
У почетку објављивао есеје у часопису Војска, да би 2010. године објавио и своје прво књижевно дело, које је наишло на значајну пажњу читалачке публике. Дела су му објављивана у Србији и Републици Српској.

### Дела
- Покојник - Покајник / Марко Д. Марковић. - Београд: Чигоја штампа, 2024. -  978-86-531-1013-0 (друго издање);
- Покојник - Покајник / Марко Д. Марковић. - Зворник: АСоглас, 2024;
- У себи заточени / Марко Д. Марковић. - Зворник: АСоглас: Сунчани брег, 2023. (друго издање). -  978-99976-10-20-1.[4][5];
- У себи заточени / Марко Д. Марковић. - Зворник: АСоглас, 2022. (прво издање).  --978-99976-55-84-4.[6];
- Злочин у клевети / Марко Д. Марковић. - Ауторско издање, 2016. -  978-86-917435-1-2;
- Жртвеник љубави / Марко Д. Марковић. - Ауторско издање, 2013. -  978-86-917435-0-5;
- Назиреј / Марко Д. Марковић. - Београд: Словенско Слово, 2010. -  978-86-86039-17-0.

## Награде
Роман У себи заточени је добио прву награду на регионалном књижевном конкурсу 6. Дрински књижевни сусрети (2022) за најбољи необјављени роман. Исто дело је ушло у ужи избор за награду Ђуро Дамјановић 2023. године.
Роман Покојник – Покајник је награђен на 8. Дринским књижевним сусретима (2024). године у Зворнику.

## Приватни живот
Боравио је у Манастиру Хиландару и у Манастиру Лелићу, задужбини Св. Николаја Жичког, где је и стекао духовна искуства која су утицала на живот и књижевно стваралаштво. Има два сина, Максима Лава и Андреја.